# Cenușăreasa II: Viața la castel
Cenușăreasa II: Visele se împlinesc (titlu original: Cinderella II: Dreams Come True) este prima continuare direct-pe-video a filmului Disney din 1950 Cenușăreasa. A fost produs în 2001 și a fost lansat la 26 februarie 2002. A fost urmat de Cenușăreasa III: Întoarcerea în timp în 2007.
Filmul este format din trei părți: în prima parte Cenușăreasa planifică o petrecere, în a doua parte șoricelul Jaq este transformat într-un om, iar în ultima parte una dintre cele două surori vitrege (Anastasia, cea roșcată îmbrăcată într-o rochie roz) se îndrăgostește de un tânăr brutar, relație cu care Doamna Tremaine și Drizella nu sunt de acord.
Estimativ, filmul a costat 5 milioane dolari, acest film fiind în topul celor mai bine vândute continuări animate Disney  în acel an, având încasări de aproximativ 120 de milioane dolari din vânzările direct-pe-video. Cu toate acestea filmul a avut recenzii mai mult negative atât din partea criticilor cât și a fanilor.
Interpretă generic: Cristina Vasiu

## Legături externe
- Cenușăreasa II: Viața la castel pe site-ul The Big Cartoon DataBase
- Cenușăreasa II: Viața la castel la Allmovie
- Cenușăreasa II: Viața la castel la Internet Movie Database
- Cenușăreasa II: Viața la castel la Rotten Tomatoes
- Cinderella II: Dreams Come True - The Official Disney DVD Website
- http://www.cinemagia.ro/filme/cinderella-ii-dreams-come-true-cinderella-ii-20161/

1. ↑  https://spynews.ro/actualitate/cristina-vasiu-va-fi-personaj-de-desene-animate-10365.html